# 長岡隆一郎

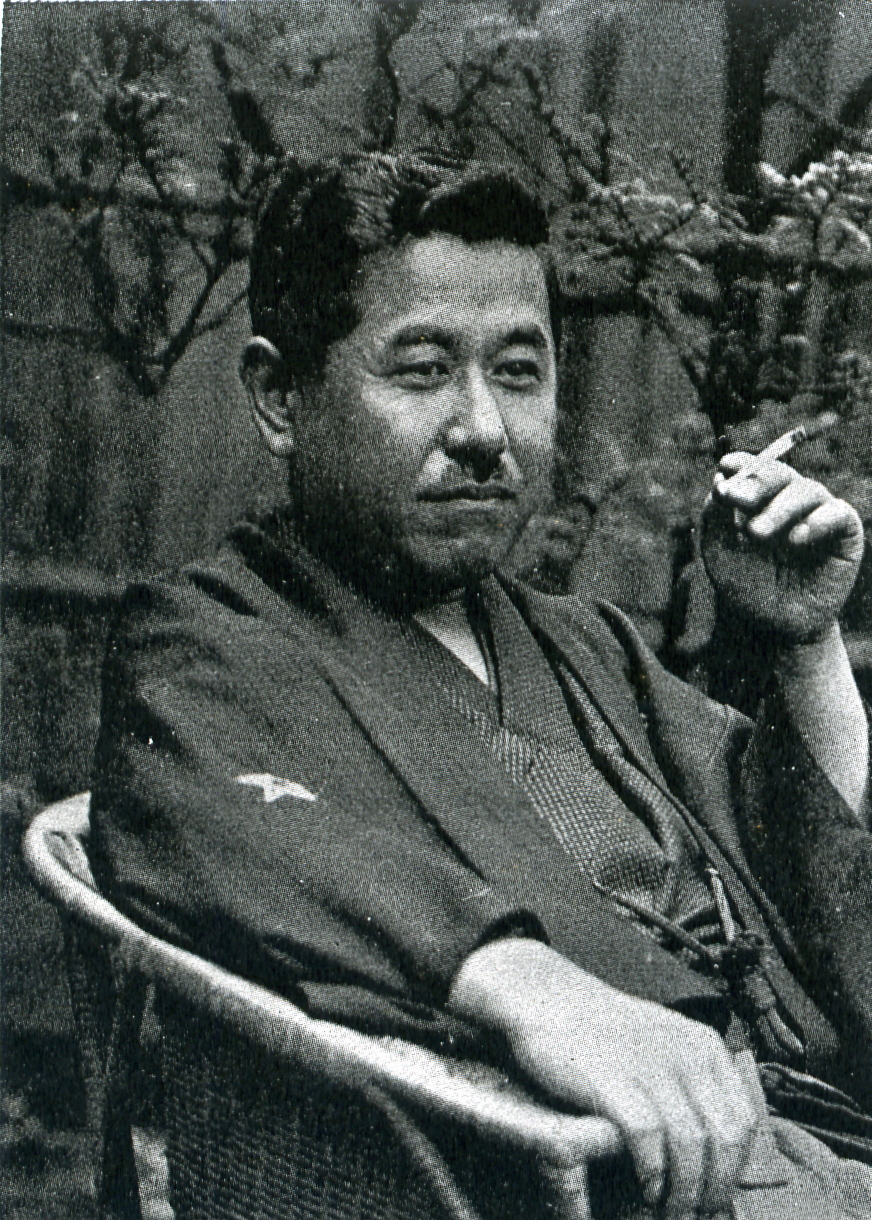
長岡隆一郎の肖像写真

長岡 隆一郎（ながおか りゅういちろう、1884年1月15日 - 1963年11月1日）は、日本の内務官僚、政治家、弁護士。警視総監、関東局総長、満洲国総務庁長、貴族院議員。

## 経歴
東京府芝区芝公園（現東京都港区芝公園）出身。造園家・長岡安平の長男として生まれる。東京府立一中、第一高等学校を経て、1908年7月、東京帝国大学法科大学法律学科（独法）を卒業。1907年11月、文官高等試験行政科試験に合格。1908年7月、内務省に入り東京府属として内務部庶務課に配属。
1908年8月、内務属となり警保局兼大臣官房台湾課に配属。以後、兼大臣官房樺太課、佐賀県内務部学務課長兼農務課長、神奈川県勧業課長兼外事課長、和歌山県警察部長、内務省警保局警務課長兼衛生局保健課長などを歴任。1918年1月から1920年1月まで休職し欧米に出張した。
1920年3月、内務書記官兼内務監察官として復帰。以後、都市計画局長心得、同局長、土木局長、社会局長官などを歴任。1929年6月、警視総監に就任。田中義一内閣の瓦解で、わずか8日間の在任で退任。
同年7月1日、貴族院勅選議員に任じられ、交友倶楽部に属し1946年3月まで在任。
1934年12月、関東局総長に就任。1935年5月、満洲国に転じ総務庁長となり1936年4月に辞職した。1940年5月に弁護士登録を行う。戦後、1946年（昭和21年）3月18日、貴族院勅選議員を辞任し、同年9月から1951年8月まで公職追放となった。

## 親族
- 妻 長岡卯江（平田東助の娘）
- 妹 佐々木ふさ子（作家、佐佐木茂索の妻）

## 著作
- 『売薬法詳解』南江堂書店、1916年。
- 『世界の動き』日本評論社、1928年。
- 『社会問題と地方行政』帝国地方行政学会、1929年。
- 『官僚二十五年』中央公論社、1939年。
- 『鴨緑江岸の税関吏』千歳書房、1942年。